# Leo Baekeland
Leo Henricus Arthur Baekeland (14. listopadu 1863, Gent – 23. února 1944, Beacon) byl belgicko-americký chemik, vynálezce a průmyslník. Proslul především vynálezem umělé hmoty, přesněji syntetické pryskyřice z fenolu a formaldehydu, která byla po svém autorovi nazvána bakelit. Byl nazýván otcem plastového průmyslu. 

## Život
Rodiče Karel a Rozalie Baekelandovi byli nemajetní, měli šest dětí, ale synovi Leovi na doporučení učitelů umožnili studium chemie na univerzitě v rodném Gentu. Zajímalo ho fotografování a vedle studia dělal ještě různé pokusy, například  s vývojem a vylepšením fotografických emulsí. V jednadvaceti letech získal titul doktora a pokračoval jako pedagog na vysoké škole technické v Bruggách. Roku 1889 byl jmenován docentem chemie na univerzitě univerzitě v Gentu a oženil se s Celine Swartsovou, dcerou svého bývalého profesora. Odjeli na svatební cestu do USA, kde ho známí z Kolumbijské univerzity přesvědčovali, aby zůstal. Baekeland byl podnikavý a chtěl si zajistit lepší materiální podmínky než měl dosud v Belgii. Usadili se v městě Yonkers, narodila se jim dcera Jenny, která však v pěti letech zemřela. Později měli ještě dceru Ninu a syna George. Leo Baekeland pracoval nejprve dva roky v továrně na fotografické pomůcky. Potom se zkoušel uživit jako soukromý chemický poradce, ale příliš se mu nevedlo. Po smrti dcery sám onemocněl a zadlužil se. Stále se zabýval různými vynálezy, například v oblasti galvanických článků pro telefonní stanice nebo sestrojil samomazné ložisko a vrtuli pro vzducholodě. Úspěch mu přinesl až vynález nového typu fotografického papíru, který bylo možno rychle vyvolat při umělém světle. Nechal si ho patentovat pod značkou Velox a vyráběl ho v malé továrně Nepera Chemical Company, kterou založil se svým společníkem. Příliš se jim však nevedlo. V roce 1899 patent odkoupil George Eastman, zakladatel firmy Kodak, za milion dolarů s podmínkou, že Baekeland nebude nadále podnikat ve fotoprůmyslu. Roku 1897 získal americké občanství.
Za získané peníze Baekeland s rodinou odjel do Evropy, kde navštívil mimo jiné i rodné město. Po návratu pomáhal jako odborník na průmyslovou chemii podnikateli Hookerovi se zavedením výroby hydroxidu sodného v továrně na Niagarských vodopádech. Studoval problematiku elektrolýzy a přitom pozoroval rostoucí význam elektřiny pro americké hospodářství. Rozvoj elektrifikace narážel na nedostatek vhodných izolantů. Rozhodl se soustředit pozornost na tuto oblast. V Yonkers si pořídil dům "Snug Rock" a vybavil velkou laboratoř, v níž se od roku 1905 zabýval vývojem umělé pryskyřice z fenolu a formaldehydu. Po mnoha pokusech a s vynaložením značných finančních prostředků se mu podařilo vyrobit novou hmotu, kterou nazval bakelit (chemický název zní polyoxybenzylmethylenglycolanhydrid).V roce 1907 ji přihlásil k patentování a v prosinci 1909 obdržel patentovou listinu pod číslem 9422699. Hmota nahradila do té doby užívaný a velmi drahý šelak a způsobila revoluci v průmyslu. Započala „éru plastů“. Průmyslové využití bakelitu bylo obrovské a celosvětový zájem přinesl Baekelandovi značný majetkový prospěch. V roce 1910 založil továrnu General Bakelite Company, která uvedla na trh přes 15 000 různých bakelitových výrobků a stala se celosvětově významným průmyslovým podnikem.

manželé Baekelandovi v roce 1924l

Baekeland se stále věnoval výzkumu, celkem patentoval přes 100 objevů, včetně postupu pro oddělování mědi a kadmia a pro impregnaci dřeva. Přednášel jako externista na několika amerických univerzitách a roku 1917 se stal profesorem Kolumbijské univerzity. Byl členem Národní Akademie věd, prezidentem Americké chemické společnosti, světově uznávanou osobností v oblasti plastických hmot. V roce 1940 získal prestižní Franklinovu medaili.

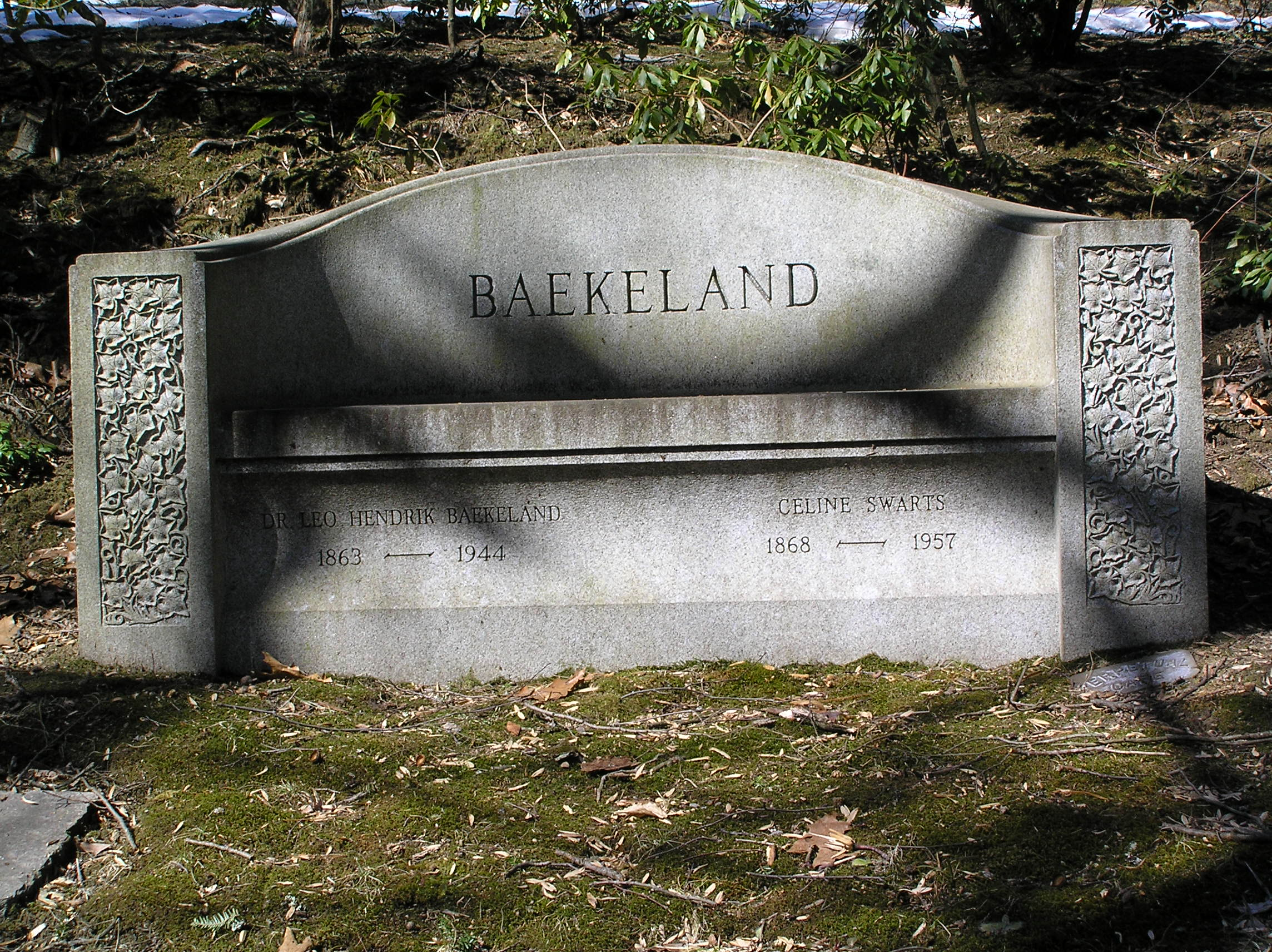
hrob manželů Baekelandových

Do ústraní odešel ve věku 76 let v roce 1939. Svou společnost General Bakelite Company roku 1939 prodal korporaci Union Carbide, za 16 milionů dolarů. Přestěhoval se do svého domu na Floridě v Coconut Grove (Miami), kde se věnoval svým velkým zálibám: pěstování tropických rostlin, jachtingu a motorismu. Už v roce 1906 absolvoval s rodinou velkou cestu automobilem po Evropě a napsal o tom vtipnou knihu A Family Motor Tour Through Europe. Byl znám svou skromností a šetrností, odmítal luxus. K jídlu mu stačila polévka z konzervy a krabička sardinek, chodil ve starých teniskách a obnošených šatech. S věkem se jeho výstřednosti stupňovaly.
Zemřel 23. února 1944 na krvácení do mozku v Beaconu v New Yorku. Pohřben je na hřbitově v městečku Sleepy Hollow nedaleko Yonkers.
Americký časopis Time v roce 1999 zařadil Leo Baekelanda mezi 20 nejvýznamnějších vědců a myslitelů minulého století. 